# Lenine in Cité
Lenine In Cité é o primeiro álbum ao vivo do cantor e compositor Lenine, lançado em 2004 pela BMG. O álbum foi indicado ao Grammy Latino na categoria de Melhor Álbum de Pop Contemporâneo Brasileiro e de Melhor Canção Brasileira por "Ninguém Faz Ideia" em 2005, vencendo pelas duas categorias.

## Faixas

### CD
| N.º | Título                            | Compositor(es)                         | Duração |  |
| 1.  | "Do It"                           | Lenine, Ivan Santos                    | 3:30    |  |
| 2.  | "Vivo"                            | Lenine, Carlos Rennó                   | 3:42    |  |
| 3.  | "Ninguém Faz Ideia"               | Lenine, Ivan Santos                    | 3:56    |  |
| 4.  | "Todos os Caminhos"               | Lenine, Dudu Falcão                    | 4:03    |  |
| 5.  | "Rosebud (O Verbo E A Verba)"     | Lenine, Sérgio Natureza                | 4:32    |  |
| 6.  | "Virou Areia"                     | Lenine, Bráulio Tavares                | 4:14    |  |
| 7.  | "Relampiano"                      | Lenine, Paulinho Moska                 | 4:21    |  |
| 8.  | "Todas Elas Juntas Num Só Ser"    | Lenine, Carlos Rennó                   | 6:21    |  |
| 9.  | "Anna e Eu"                       | Lenine, Dudu Falcão                    | 3:49    |  |
| 10. | "Caribenha Nação / Tuareguê Nagô" | Lenine, Bráulio Tavares                | 3:28    |  |
| 11. | "Sentimental"                     | Lenine, Lula Queiroga, Arnaldo Antunes | 2:47    |  |
| 12. | "O Marco Marciano"                | Lenine, Bráulio Tavares                | 8:58    |  |

### DVD
| N.º | Título                            | Duração |  |
| 1.  | "Caribenha Nação / Tuareguê Nagô" |         |  |
| 2.  | "Vivo"                            |         |  |
| 3.  | "Ninguém Faz Ideia"               |         |  |
| 4.  | "Sonhei"                          |         |  |
| 5.  | "Relampiano"                      |         |  |
| 6.  | "Anna e Eu"                       |         |  |
| 7.  | "Virou Areia"                     |         |  |
| 8.  | "Do It"                           |         |  |
| 9.  | "Paciência"                       |         |  |
| 10. | "Todos os Caminhos"               |         |  |
| 11. | "Tomando El Centro"               |         |  |
| 12. | "O Marco Marciano"                |         |  |
| 13. | "Olho De Peixe"                   |         |  |
| 14. | "Crença"                          |         |  |
| 15. | "Rosebud (O Verbo E A Verba)"     |         |  |
| 16. | "Todas Elas Juntas Num Só Ser"    |         |  |
| 17. | "Candeeiro Encantado"             |         |  |
| 18. | "Sentimental"                     |         |  |
| 19. | "Lá E Lô"                         |         |  |
| 20. | "Jack Soul Brasileiro"            |         |  |
| 21. | "Créditos"                        |         |  |

## Créditos
- Lenine - Voz, Violões, Direção Artística.
- Yusa - Voz, Contrabaixo Elétrico, Violão ("Tomando El Centro").

- Ramiro Musotto - Percussões Acústicas.
- Lia Renha - Direção Geral e Artística.
- Lucio Kodato - Direção Artística e de Fotografia.
- Álvaro Alencar, Denilson Campos, Rogério Andrade - Áudio.
- Flávio Nunes - Edição.
- Márcia Dias - Coordenação de Projeto.
- Andrea Comodo - Produção Executiva.
- Cristina Kangussu - Figurino.
- Dalton Valério - Fotos.